# Saint-Agrève (tổng)
Tổng Saint-Agrève là một tổng của Pháp nằm ở tỉnh Ardèche trong vùng Rhône-Alpes.
Tổng này được tổ chức xung quanh Saint-Agrève ở quận Tournon-sur-Rhône. Độ cao biến thiên từ 473 m (Labatie-d'Andaure) đến 1 212 m (Devesset) với độ cao trung bình là 980 m.

## Hành chính
| Giai đoạn | Ủy viên         | Đảng | Tư cách                 |
| --------- | --------------- | ---- | ----------------------- |
| 1988-2002 | Jacques Dondoux | PRG  | Thị trưởng Saint-Agrève |
| 2002-2008 | Maurice Weiss   | PRG  |                         |
| 2008-2014 | Maurice Weiss   | PRG  | Thị trưởng Saint-Agrève |

## Các đơn vị hành chính
Tổng Saint-Agrève bao gồm 7 xã với dân số 4 051 người (điều tra năm 1999, dân số không tính trùng).
| Xã                      | Dân số | Mã bưu chính | Mã insee |
| ----------------------- | ------ | ------------ | -------- |
| Devesset                | 271    | 07320        | 07080    |
| Labatie-d'Andaure       | 204    | 07570        | 07114    |
| Mars                    | 216    | 07320        | 07151    |
| Rochepaule              | 341    | 07320        | 07192    |
| Saint-Agrève            | 2 688  | 07320        | 07204    |
| Saint-André-en-Vivarais | 235    | 07690        | 07212    |
| Saint-Jeure-d'Andaure   | 96     | 07320        | 07249    |

## Thông tin nhân khẩu
| 1962                                                     | 1968  | 1975  | 1982  | 1990  | 1999  |
| -------------------------------------------------------- | ----- | ----- | ----- | ----- | ----- |
| 4 451                                                    | 4 955 | 4 576 | 4 355 | 4 124 | 4 051 |
| Nombre retenu à partir de 1962 : dân số không tính trùng |       |       |       |       |       |